# Rhynchosia hirta
Rhynchosia hirta là một loài thực vật có hoa trong họ Đậu. Loài này được (Andrews) Meikle & Verdc. miêu tả khoa học đầu tiên.